# Slatiňany
Slatiňany är en stad i Tjeckien.   Den ligger i distriktet Okres Chrudim och regionen Pardubice, i den centrala delen av landet, 100 km öster om huvudstaden Prag. Slatiňany ligger 267 meter över havet och antalet invånare är 4 004.
Terrängen runt Slatiňany är platt åt nordost, men åt sydväst är den kuperad. Runt Slatiňany är det ganska tätbefolkat, med 72 invånare per kvadratkilometer. Närmaste större samhälle är Pardubice, 13,5 km norr om Slatiňany. Omgivningarna runt Slatiňany är en mosaik av jordbruksmark och naturlig växtlighet.